# Desmognathus santeetlah
Desmognathus santeetlah är en groddjursart som beskrevs av Stephen G. Tilley 1981. Desmognathus santeetlah ingår i släktet Desmognathus och familjen lunglösa salamandrar. IUCN kategoriserar arten globalt som livskraftig. Inga underarter finns listade i Catalogue of Life.